# کاندیدا، کامپانیا
کاندیدا، کامپانیا (به ایتالیایی: Candida, Campania) یک کومونه در ایتالیا است که در استان آولینو واقع شده‌است.

## خصوصیات
کاندیدا ۵٫۴۳ کیلومترمربع مساحت و ۱٬۱۲۹ نفر جمعیت دارد و ۵۷۹ متر بالاتر از سطح دریا واقع شده‌است.